# Fusillade de l'église Saint-Georges de Kizliar
La fusillade de Kizliar est une attaque terroriste islamiste survenue le 18 février 2018 à la sortie de l'église Saint-Georges de Kizliar, au Daghestan, dans le sud de la Russie. Un homme, partisan de l'État islamique, ouvre le feu sur les fidèles. L'attaque provoque la mort de cinq femmes et fait plusieurs blessés.

## Contexte

### Local
Depuis 2009 et la fin officielle de la seconde guerre de Tchétchénie, le pouvoir russe continue de faire face à la guérilla islamiste des partisans de l'émirat du Caucase, renforcée en 2015 par l'implantation dans la région de l'État islamique (EI). Les tensions restent vivaces dans toute la Ciscaucasie.
Au Daghestan, les musulmans sunnites, principalement des Avars et des Darguines, représentent 90 % de la population. Les chrétiens orthodoxes — des Russes ethniques, des Géorgiens et des Ossètes — seulement 3 %. À Kizliar cependant, les Russes représentent près de la moitié de la population. Malgré tout, la coexistence séculaire entre confessions et ethnies fonctionne. Les attaques de la guérilla visaient habituellement l'État russe et pas les chrétiens.
En 2017, la Russie cherche à réaffirmer son contrôle de la région. Le 3 octobre, Ramazan Abdoulatipov, le chef (avar) de la République du Daghestan, est remplacé par Vladimir Vassiliev, premier dirigeant ne provenant pas d'un des grands groupes ethniques de la république. Cette décision pourrait être une cause de l'attentat.

### National et international
La Russie intervient dans la guerre civile syrienne depuis 2015 au côté du régime de Bachar el-Assad. Sur place, ses soldats affrontent l'État islamique, comme à Palmyre en 2017.
L'attentat pourrait avoir été mené en représailles, ce qui est corroboré a posteriori lors de la fouille du domicile du tueur : dans une vidéo, il déclare vouloir « venger les morts en Syrie ».

## Déroulement
Ce dimanche 18 février, les fidèles célèbrent la fin de Maslenitsa (en russe : Масленица) et l'entrée dans le Grand Carême le lendemain.
Vers 16 h, à la sortie de la messe, un homme armé d'une carabine de chasse s'approche en criant « Allahu akbar » et ouvre le feu sur les gens qui commencent à sortir de l'église. Quatre femmes sont tuées et il y a plusieurs blessés. Les fidèles rescapés parviennent à se réfugier dans l'église et ferment les portes. Le tireur s'enfuit mais les forces de sécurité le rattrapent et l'abattent.

## Conséquences

### Enquête
Le tueur s'appelle Khalil Khalilov, c'est un jeune homme de 22 ans originaire du Daghestan. Il ne faisait pas partie des extrémistes recensés par la police. Dans une vidéo retrouvée à son domicile, il déclare en arabe son allégeance à Abou Bakr al-Baghdadi, le chef de l'EI, et sa volonté de venger les morts de Syrie. Il appelle aussi les musulmans à frapper pendant la coupe du monde de football prévue en Russie cette année-là.

### Réactions
Le gouverneur, Vladimir Vassiliev, fustige les « ennemis du Daghestan » et affirme qu'une telle attaque ne peut que renforcer l'unité de ses habitants, contrairement aux espoirs des terroristes.
Le patriarche Cyrille de Moscou présente ses condoléances et dénonce un acte « monstrueux, […] dont le but est d’inciter à la confrontation entre orthodoxes et musulmans, lesquels vivent en paix depuis des siècles au Caucase ». L'archevêque de Makhatchkala, Barlaam, déclare que l'auteur du crime ne parviendra pas à détruire « la paix et la concorde » entre chrétiens et musulmans (qu'il appelle « frères ») au Daghestan.